# Viktor Waschnitius
Viktor Waschnitius (manchmal auch Victor; seit 1951 Viktor Brandstrøm; * 16. Oktober 1887 in Smichow bei Prag (heute ein Stadtteil von Prag), Königreich Böhmen; † 1979 in Kopenhagen) war ein Geistes- und Religionswissenschaftler, Skandinavist, Sprachlehrer und Dozent, Dolmetscher der Wehrmacht, Redakteur und Zensor in Dänemark.

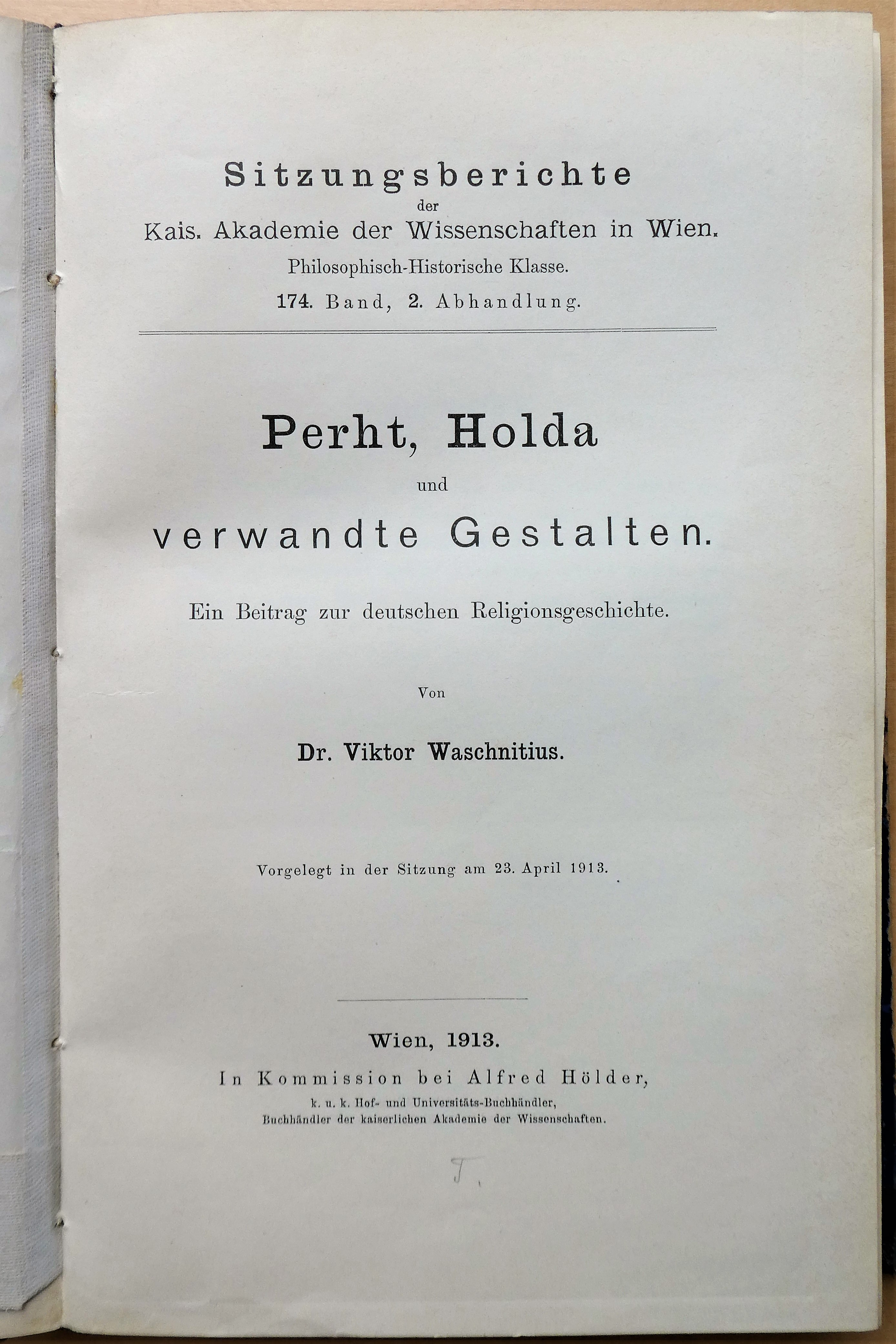
V. Waschnitius: Perht, Holda und verwandte Gestalten (Deckblatt 1913)

## Leben
Viktor Waschnitius wurde im damals zu Österreich gehörenden Böhmen als österreichischer Staatsbürger geboren. Er hatte einen 14 Jahre jüngeren Bruder Fritz Waschnitius (1901–1981). Da die Familie um 1900 nach Wien wechselte, wuchs dieser im Gegensatz zu Viktor ausschließlich dort auf. Nach dem Schulbesuch in Prag und Wien und dem Erwerb der Matura studierte Viktor Waschnitius an der Wiener Universität Geistes- und Religionsgeschichte bei Rudolf Much (1862–1936) und Leopold von Schroeder (1851–1920) sowie skandinavische Sprachen (vornehmlich Dänisch und Norwegisch). Seit 1905 gehörte er der schlagenden und deutschnationalen Wiener akademischen Burschenschaft Libertas an. Sein Studium schloss er mit der Promotion ab.
Der Titel seiner Dissertation lautet: Perht, Holda und verwandte Gestalten. Sie ist eine Untersuchung über die mythischen Gestalten „Holda“ (Frau Holle) in deutschen Märchen und den Seelendämon „Perht“, auch „Perhta“, „Perahta“ (die Leuchtende) oder auch „Berta“, je nach regionaler Benennung, der in der dunklen Zeit der Wintersonnenwende die Seelen der Verstorbenen anführt. Waschnitius verbindet diese Untersuchung mit der Frage, ob beide mythologisch die gleiche Figur seien, und untersucht ihr Auftreten im süd-, nord- und mitteldeutschen Sprachraum und in Skandinavien. Die Dissertation wurde von den Professoren Rudolf Much und Max Hermann Jellinek (1868–1938) beurteilt und am 27. Juni 1910 approbiert. Im Druck erschien sie drei Jahre später als Beitrag in den Sitzungsberichten der Kaiserlichen Akademie der Wissenschaften in Wien.
1919 ging Waschnitius als Sprachlehrer für Deutsch nach Dänemark. Dort arbeitete er unter anderem an der Universität Kopenhagen und entwickelte einen Deutsch-Sprachkurs für seinen Unterricht, den er auch veröffentlichte. 1933 erwarb er die dänische Staatsbürgerschaft. 1936–1939 arbeitete er als Dozent für Nordische Kultur- und Geistesgeschichte und Lektor für Dänisch an der Universität Kiel. In dieser Zeit war er auch Mitglied der Schleswig-Holsteinischen Universitäts-Gesellschaft und hielt zwischen 1937 und 1944 in Schleswig-Holstein Vorträge zur Volkskunde für das Deutsche Volksbildungswerk.

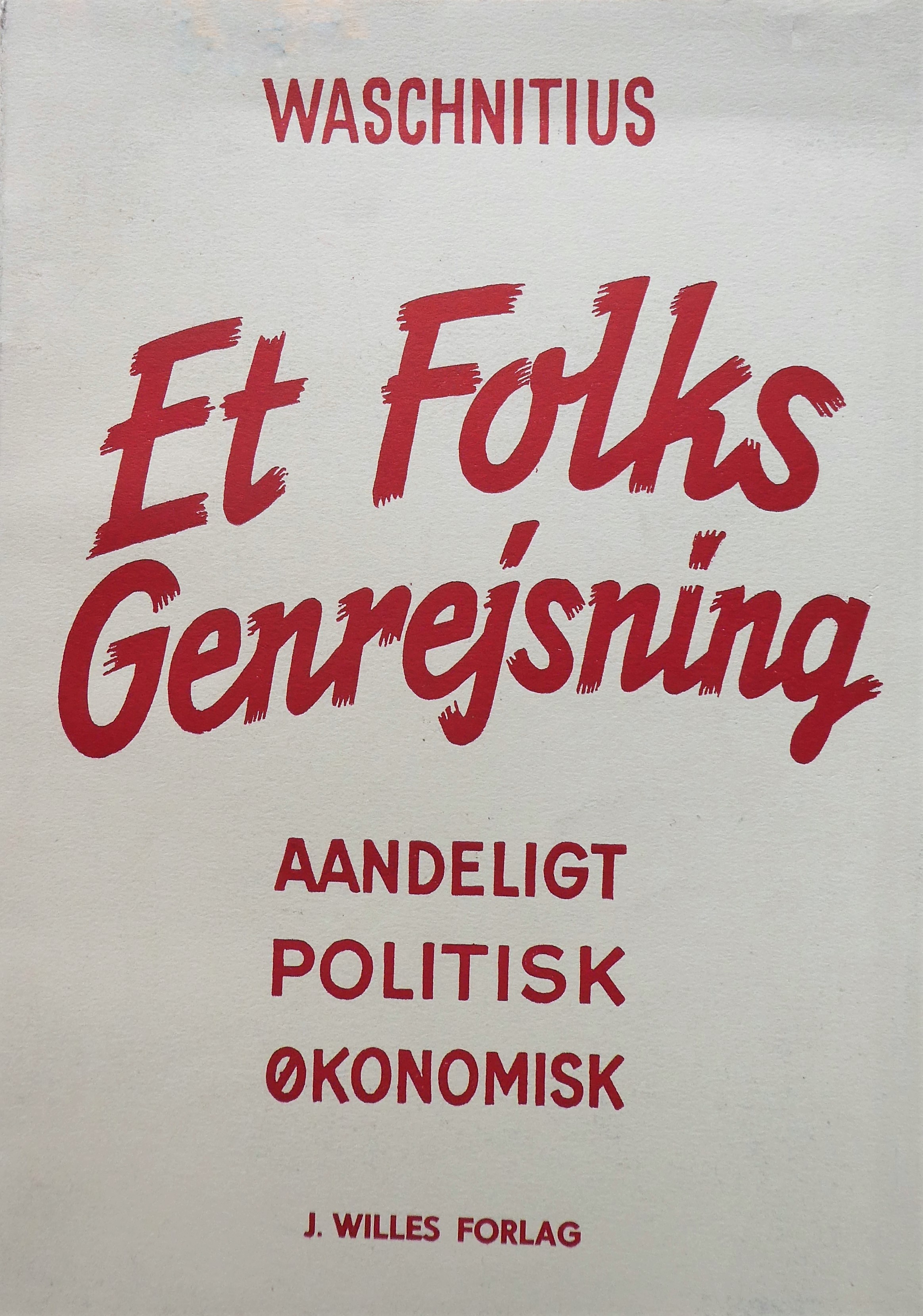
V. Waschnitius: Et folks genrejsning (1941)

Am 9. April 1940 begann die Besetzung Dänemarks durch die deutsche Wehrmacht im Rahmen des Unternehmens Weserübung. An diesem Tag wurde Waschnitius zum Chefdolmetscher für den Kommandierenden General Leonhard Kaupisch, den Oberbefehlshaber der Wehrmacht in Dänemark, sowie zum Beobachter beim deutschen Kommandostab in Kopenhagen ernannt. Ab Oktober 1942 dolmetschte er auch für Kaupischs Nachfolger General der Infanterie Hermann von Hanneken. Er behielt diese Aufgaben bis 1943. Im Gegensatz zu seinem Bruder, der als Künstler ebenfalls in Kopenhagen lebte, war Viktor Waschnitius Nationalsozialist, was er aber bei seinen öffentlichen Auftritten nicht zur Schau stellte. Seinen Beitritt zur NSDAP Nordschleswigs zum 1. April 1939 hatte er in einer Mitteilung an das Reichsministerium für Wissenschaft, Erziehung und Volksbildung in Berlin erklärt. In der Wehrmacht hatte er – obwohl dänischer Staatsbürger – den Rang eines Oberleutnants.  Zeitgleich wurde er von den nationalsozialistischen Machthabern als Redakteur und Zensor beim dänischen Rundfunk eingesetzt. Dort war Viktor Waschnitius 1941 auch mit einer Reihe von Vorträgen über die deutsche „Wiederaufrichtung“ (seit 1933) sowie als Kommentator zu hören. Diese Vorträge veröffentlichte er 1941 in seinem Buch Et Folks Genrejsning (Eines Volkes Wiederaufrichtung). Im Vorwort zu diesem Buch schreibt Waschnitius:

„Im Frühjahr 1941 hatte ich die Gelegenheit, im dänischen Rundfunk eine Reihe von Vorträgen über die deutsche Wiederaufrichtung zu halten. Viele Zuschriften zeigen, dass es den weit verbreiteten Wunsch gibt, dass diese Vorträge als Druck erscheinen sollten. Die dänische Bevölkerung hat offenbar das Bedürfnis, eine leicht verständliche Darstellung des historischen Hintergrunds der in unseren Tagen weltumwälzenden Begebenheiten zu erhalten. Es ist meine Hoffnung, dass dieses kleine Buch einen Beitrag zum objektiven Verständnis leisten kann in einem Land, dessen Bevölkerung immer instinktiv danach sucht, die Wahrheit herauszufinden. – Kopenhagen, August 1941 – Waschnitius“

Im Anhang dieses Buches fügt Waschnitius „zum besseren Verständnis der politischen und wirtschaftlichen Entwicklung Deutschlands und seiner Absichten unter Hitlers Regierung“ eine Reihe von Dokumenten an, mit denen er die nationalsozialistische hegemoniale Außenpolitik, den Weltkrieg und die angeblich dem Deutschen Reich zustehende führende Rolle in Europa und der Welt vor dem Hintergrund hauptsächlich des aus seiner Sicht ungerechten und erniedrigenden Friedensvertrags von Versailles zu rechtfertigen versucht.
Karl Nielsen führte im dänischen Rundfunk in der Zeit zwischen 1940 und 1943 mehrere ausführliche Gespräche mit Waschnitius über dessen nordisch-mythologisch geprägte Theorien zur skandinavischen Kultur- und Religionsgeschichte und über Waschnitius' Haltung zur in Deutschland propagierten nordisch-germanischen Kultur- und Rassendominanz. Nielsens Ziel war, Waschnitius' nationalsozialistische Haltung aufzudecken.
1946 und 1947 wurde Waschnitius als dänischer Staatsbürger in zwei Prozessen wegen national schädlicher Aktivitäten (Landesverrat) zu zwei Jahren Gefängnis in Dänemark verurteilt und anschließend offensichtlich nach Österreich deportiert. Wie die meisten Urteile in den dänischen Kriegsverbrecherprozessen war auch dieses ein sehr mildes (mehr dazu im Artikel: NS-Prozesse). Noch 1949 kehrte Waschnitius, unmittelbar nach der Deportation, nach Dänemark zurück und ließ 1951 seinen Namen in Viktor Brandstrøm ändern. Er lebte bis zu seinem Tod 1979 in Kopenhagen.
Viktor Waschnitius alias Viktor Brandstrøm hat in vier Sprachen publiziert (Deutsch, Dänisch, Norwegisch, Englisch), die meisten Veröffentlichungen sind auf Deutsch. WorldCat (OCLC) listet 52 Veröffentlichungen in 105 Publikationen, die er hinterlassen hat. Seine hauptsächlichen wissenschaftlichen Themengebiete waren die nordgermanische Dichtung und die nordische Mythologie.

## Veröffentlichungen (Auswahl)
- Perht, Hold und verwandte Gestalten: ein Beitrag zur deutschen Religionsgeschichte. Wien; A. Hölder, 1913. In: „Sitzungsberichte der Philosophisch-Historischen Classe der Kaiserlichen Akademie der Wissenschaften“. Bd. 174 (zugleich Dissertation von 1910).
- H. C. Andersen's eventyr „Laserne“ og spørgsmaalet: norsk og dansk (H. C. Andersens Märchen „Die Lumpen“ und die Frage: Norwegisch und Dänisch). Kopenhagen, Gyldendal: Nordisk Forlag, 1922.
- Die deutschen Stämme und ihre Dichter. Kopenhagen 1931.
- Erbe und Anfänge. Neumünster, K. Wachholtz, 1939.
- Henrik Steffens (1773–1848). Ein Beitrag zur nordischen und deutschen Geistesgeschichte. In: „Veröffentlichungen der Schleswig-Holsteinischen Universitätsgesellschaft“, Nr. 49. Neumünster, K. Wachholtz, 1939.
- Die nordgermanische Dichtung bis zum Ausgang des Mittelalters. In: Die nordische Welt. Hg. v. Friedrich Blunck. Berlin, Propyläen-Verlag 1937.
- Et folks genrejsning. Åndeligt – Politisk – Økonomisk (Eines Volkes Wiederaufrichtung. Geistig – Politisch – Wirtschaftlich). [Mit einem Anhang zur wirtschaftlichen und politischen Lage Deutschlands nach dem 1. Weltkrieg]. Kopenhagen, J. Willes Forlag. 1941.
- Sprachkurs: Deutsch, Teil I–VI. Sprogkursus Tysk for Begyndere, 1.–6. Del, Verlag Durium (ohne Ort und Jahr).